# Giovanni Zucchi
Giovanni Zucchi (Mandello del Lario, 14 de agosto de 1931-Mandello del Lario, 19 de enero de 2021) fue un deportista italiano que compitió en remo.
Participó en tres Juegos Olímpicos de Verano entre los años 1956 y 1964, obteniendo una medalla de bronce en Roma 1960 en la prueba de cuatro con timonel. Ganó siete medallas en el Campeonato Europeo de Remo entre los años 1954 y 1964.

## Palmarés internacional
| Juegos Olímpicos   | Juegos Olímpicos         | Juegos Olímpicos  | Juegos Olímpicos   |
| Año                | Lugar                    | Medalla           | Prueba             |
| ------------------ | ------------------------ | ----------------- | ------------------ |
| 1960               | Roma (Italia)            | Medalla de bronce | Cuatro con timonel |
| Campeonato Europeo |                          |                   |                    |
| Año                | Lugar                    | Medalla           | Prueba             |
| 1954               | Ámsterdam (Países Bajos) | Medalla de oro    | Cuatro sin timonel |
| 1956               | Bled (Yugoslavia)        | Medalla de oro    | Cuatro sin timonel |
| 1957               | Duisburgo (RFA)          | Medalla de oro    | Ocho con timonel   |
| 1958               | Poznań (Polonia)         | Medalla de oro    | Ocho con timonel   |
| 1961               | Praga (Checoslovaquia)   | Medalla de oro    | Ocho con timonel   |
| 1963               | Copenhague (Dinamarca)   | Medalla de plata  | Cuatro sin timonel |
| 1964               | Ámsterdam (Países Bajos) | Medalla de bronce | Cuatro sin timonel |